# PGC 14803
LEDA/PGC 14803 ist eine Balken-Spiralgalaxie vom Hubble-Typ SB im Sternbild Stier auf der Ekliptik. Sie ist schätzungsweise 158 Millionen Lichtjahre von der Milchstraße entfernt und gilt als Mitglied der NGC 1550-Gruppe (LGG 113). Vermutlich bildet sie gemeinsam mit PGC 14804 ein gravitativ gebundenes Galaxienpaar.

Im selben Himmelsareal befinden sich die Galaxien IC 363, IC 364, IC 366.